# Effectif des équipes à la Coupe du monde de football 2002
Pour un article plus général, voir Coupe du monde de football de 2002.
La composition des équipes de la coupe du monde de football de 2002 est donnée ci-dessous.

## Groupe A

### Danemark
| n° | Position          | Joueur              | Âge | Sél. | Club                            |
| -- | ----------------- | ------------------- | --- | ---- | ------------------------------- |
| 1  | gardien           | Thomas Sørensen     | 25  | 14   | Sunderland AFC ( Angleterre)    |
| 2  | milieu de terrain | Stig Tøfting        | 32  | 36   | Bolton Wanderers ( Angleterre)  |
| 3  | défenseur         | René Henriksen      | 32  | 39   | Panathinaïkos ( Grèce)          |
| 4  | défenseur         | Martin Laursen      | 24  | 15   | AC Milan ( Italie)              |
| 5  | défenseur         | Jan Heintze         | 38  | 83   | PSV Eindhoven ( Pays-Bas)       |
| 6  | défenseur         | Thomas Helveg       | 30  | 67   | Inter Milan ( Italie)           |
| 7  | milieu de terrain | Thomas Gravesen     | 26  | 22   | Everton FC ( Angleterre)        |
| 8  | attaquant         | Jesper Grønkjær     | 24  | 25   | Chelsea FC ( Angleterre)        |
| 9  | attaquant         | Jon Dahl Tomasson   | 25  | 38   | Feyenoord Rotterdam ( Pays-Bas) |
| 10 | attaquant         | Martin Jørgensen    | 25  | 32   | Udinese ( Italie)               |
| 11 | attaquant         | Ebbe Sand           | 29  | 44   | Schalke 04 ( Allemagne)         |
| 12 | défenseur         | Niclas Jensen       | 27  | 8    | Manchester City ( Angleterre)   |
| 13 | défenseur         | Steven Lustü        | 31  | 4    | FK Lyn ( Norvège)               |
| 14 | milieu de terrain | Claus Jensen        | 25  | 13   | Charlton Athletic ( Angleterre) |
| 15 | attaquant         | Jan Michaelsen      | 31  | 11   | Panathinaïkos ( Grèce)          |
| 16 | gardien           | Peter Kjær          | 36  | 4    | Aberdeen FC ( Écosse)           |
| 17 | milieu de terrain | Christian Poulsen   | 22  | 3    | FC Copenhague ( Danemark)       |
| 18 | attaquant         | Peter Løvenkrands   | 22  | 4    | Rangers FC ( Écosse)            |
| 19 | attaquant         | Dennis Rommedahl    | 23  | 19   | PSV Eindhoven ( Pays-Bas)       |
| 20 | défenseur         | Kasper Bøgelund     | 21  | 2    | PSV Eindhoven ( Pays-Bas)       |
| 21 | attaquant         | Peter Madsen        | 24  | 4    | Brøndby IF ( Danemark)          |
| 22 | gardien           | Jesper Christiansen | 24  | 0    | Vejle BK ( Danemark)            |
| 23 | milieu de terrain | Brian Steen Nielsen | 33  | 65   | Malmö FF ( Suède)               |

### France
| n° | Position          | Joueur               | Âge | Sél. | Club                               |
| -- | ----------------- | -------------------- | --- | ---- | ---------------------------------- |
| 1  | gardien           | Ulrich Ramé          | 29  | 11   | Girondins de Bordeaux ( France)    |
| 2  | défenseur         | Vincent Candela      | 28  | 36   | AS Rome ( Italie)                  |
| 3  | défenseur         | Bixente Lizarazu     | 32  | 74   | Bayern Munich ( Allemagne)         |
| 4  | milieu de terrain | Patrick Vieira       | 26  | 52   | Arsenal FC ( Angleterre)           |
| 5  | défenseur         | Philippe Christanval | 23  | 4    | FC Barcelone (football) ( Espagne) |
| 6  | milieu de terrain | Youri Djorkaeff      | 34  | 79   | Bolton Wanderers ( Angleterre)     |
| 7  | milieu de terrain | Claude Makelele      | 29  | 14   | Real Madrid ( Espagne)             |
| 8  | défenseur         | Marcel Desailly      | 33  | 93   | Chelsea FC ( Angleterre)           |
| 9  | attaquant         | Djibril Cissé        | 20  | 1    | AJ Auxerre ( France)               |
| 10 | milieu de terrain | Zinédine Zidane      | 30  | 73   | Real Madrid ( Espagne)             |
| 11 | attaquant         | Sylvain Wiltord      | 28  | 38   | Arsenal FC ( Angleterre)           |
| 12 | attaquant         | Thierry Henry        | 24  | 35   | Arsenal FC ( Angleterre)           |
| 13 | défenseur         | Mikaël Silvestre     | 24  | 10   | Manchester United ( Angleterre)    |
| 14 | milieu de terrain | Alain Boghossian     | 31  | 26   | Parme AC ( Italie)                 |
| 15 | défenseur         | Lilian Thuram        | 30  | 73   | Juventus Football Club ( Italie)   |
| 16 | gardien           | Fabien Barthez       | 31  | 47   | Manchester United ( Angleterre)    |
| 17 | milieu de terrain | Emmanuel Petit       | 31  | 57   | Chelsea FC ( Angleterre)           |
| 18 | défenseur         | Frank Lebœuf         | 34  | 47   | Olympique de Marseille ( France)   |
| 19 | défenseur         | Willy Sagnol         | 25  | 9    | Bayern Munich ( Allemagne)         |
| 20 | attaquant         | David Trezeguet      | 24  | 36   | Juventus Football Club ( Italie)   |
| 21 | attaquant         | Christophe Dugarry   | 30  | 51   | Girondins de Bordeaux ( France)    |
| 22 | milieu de terrain | Johan Micoud         | 28  | 14   | Parme AC ( Italie)                 |
| 23 | gardien           | Grégory Coupet       | 29  | 1    | Olympique lyonnais ( France)       |

### Sénégal
| n° | Position          | Joueur                 | Âge | Sél. | Club                        |
| -- | ----------------- | ---------------------- | --- | ---- | --------------------------- |
| 1  | gardien           | Tony Sylva             | 27  | 15   | AS Monaco ( France)         |
| 2  | défenseur         | Omar Daf               | 25  | 31   | FC Sochaux ( France)        |
| 3  | milieu de terrain | Pape Sarr              | 24  | 22   | RC Lens ( France)           |
| 4  | défenseur         | Pape Malick Diop       | 27  | 25   | FC Lorient ( France)        |
| 5  | défenseur         | Alassane N'Dour        | 20  | 7    | AS Saint-Étienne ( France)  |
| 6  | défenseur         | Aliou Cissé            | 26  | 20   | Montpellier HSC ( France)   |
| 7  | attaquant         | Henri Camara           | 25  | 34   | CS Sedan ( France)          |
| 8  | attaquant         | Amara Traoré           | 36  | 12   | Gueugnon ( France)          |
| 9  | attaquant         | Souleymane Camara      | 19  | 9    | AS Monaco ( France)         |
| 10 | milieu de terrain | Khalilou Fadiga        | 27  | 25   | AJ Auxerre ( France)        |
| 11 | attaquant         | El Hadji Diouf         | 21  | 21   | RC Lens ( France)           |
| 12 | milieu de terrain | Amdy Faye              | 24  | 6    | AJ Auxerre ( France)        |
| 13 | défenseur         | Lamine Diatta          | 26  | 19   | Stade rennais ( France)     |
| 14 | milieu de terrain | Moussa N'Diaye         | 23  | 38   | CS Sedan ( France)          |
| 15 | milieu de terrain | Salif Diao             | 25  | 20   | CS Sedan ( France)          |
| 16 | gardien           | Omar Diallo            | 29  | 42   | Khouribga ( Maroc)          |
| 17 | défenseur         | Ferdinand Coly         | 28  | 16   | RC Lens ( France)           |
| 18 | attaquant         | Pape Thiaw             | 21  | 13   | [[RC Strasbourg]] ( France) |
| 19 | milieu de terrain | Papa Bouba Diop        | 24  | 12   | RC Lens ( France)           |
| 20 | milieu de terrain | Sylvain N'Diaye        | 26  | 6    | Lille OSC ( France)         |
| 21 | défenseur         | Habib Beye             | 24  | 6    | [[RC Strasbourg]] ( France) |
| 22 | gardien           | Kalidou Cissokho       | 29  | 0    | SS Jeanne d'Arc ( Sénégal)  |
| 23 | milieu de terrain | Amadou Makhtar N'Diaye | 20  | 11   | Stade rennais ( France)     |

### Uruguay
| n° | Position          | Joueur                | Âge | Sél. | Club                             |
| -- | ----------------- | --------------------- | --- | ---- | -------------------------------- |
| 1  | gardien           | Fabian Carini         | 22  | 35   | Juventus Football Club ( Italie) |
| 2  | défenseur         | Gustavo Méndez        | 31  | 45   | Nacional Montevideo ( Uruguay)   |
| 3  | défenseur         | Alejandro Lembo       | 24  | 31   | Nacional Montevideo ( Uruguay)   |
| 4  | défenseur         | Paolo Montero         | 30  | 45   | Juventus Football Club ( Italie) |
| 5  | milieu de terrain | Pablo García          | 25  | 36   | Venezia Calcio ( Italie)         |
| 6  | défenseur         | Darío Rodríguez       | 27  | 21   | CA Peñarol ( Uruguay)            |
| 7  | milieu de terrain | Gianni Guigou         | 27  | 36   | AS Rome ( Italie)                |
| 8  | attaquant         | Gustavo Varela        | 24  | 7    | Nacional Montevideo ( Uruguay)   |
| 9  | attaquant         | Darío Silva           | 29  | 36   | Málaga CF ( Espagne)             |
| 10 | milieu de terrain | Fabián O'Neill        | 28  | 19   | Pérouse Calcio ( Italie)         |
| 11 | attaquant         | Federico Magallanes   | 25  | 24   | Venezia Calcio ( Italie)         |
| 12 | gardien           | Gustavo Munúa         | 24  | 9    | Nacional Montevideo ( Uruguay)   |
| 13 | attaquant         | Sebastián Abreu       | 25  | 13   | CD Cruz Azul ( Mexique)          |
| 14 | défenseur         | Gonzalo Sorondo       | 22  | 18   | Inter Milan ( Italie)            |
| 15 | milieu de terrain | Nicolás Olivera       | 24  | 26   | FC Séville ( Espagne)            |
| 16 | milieu de terrain | Marcelo Romero        | 25  | 22   | Málaga CF ( Espagne)             |
| 17 | attaquant         | Mario Regueiro        | 23  | 14   | Racing Santander ( Espagne)      |
| 18 | attaquant         | Richard Morales       | 27  | 12   | Nacional Montevideo ( Uruguay)   |
| 19 | défenseur         | Joe Bizera            | 22  | 9    | CA Peñarol ( Uruguay)            |
| 20 | attaquant         | Álvaro Recoba         | 26  | 43   | Inter Milan ( Italie)            |
| 21 | attaquant         | Diego Forlán          | 23  | 4    | Manchester United ( Angleterre)  |
| 22 | milieu de terrain | Gonzalo de los Santos | 25  | 28   | Valence CF ( Espagne)            |
| 23 | gardien           | Federico Elduayen     | 24  | 1    | CA Peñarol ( Uruguay)            |

## Groupe B

### Paraguay
| n° | Position          | Joueur                  | Âge | Sél. | Club                          |
| -- | ----------------- | ----------------------- | --- | ---- | ----------------------------- |
| 1  | gardien           | José Luis Chilavert     | 36  | 69   | [[RC Strasbourg]] ( France)   |
| 2  | défenseur         | Francisco Arce          | 31  | 51   | SE Palmeiras ( Brésil)        |
| 3  | défenseur         | Pedro Sarabia           | 27  | 40   | CA River Plate ( Argentine)   |
| 4  | défenseur         | Carlos Gamarra          | 31  | 76   | AEK Athènes FC ( Grèce)       |
| 5  | défenseur         | Celso Ayala             | 31  | 76   | CA River Plate ( Argentine)   |
| 6  | milieu de terrain | Estanislao Struway      | 33  | 69   | Club Libertad ( Paraguay)     |
| 7  | attaquant         | Richart Báez            | 28  | 25   | Club Olimpia ( Paraguay)      |
| 8  | milieu de terrain | Guido Alvarenga         | 31  | 18   | León ( Mexique)               |
| 9  | attaquant         | Roque Santa Cruz        | 20  | 24   | Bayern Munich ( Allemagne)    |
| 10 | milieu de terrain | Roberto Acuña           | 30  | 77   | Real Saragosse ( Espagne)     |
| 11 | attaquant         | Jorge Luis Campos       | 31  | 31   | Universidad Católica ( Chili) |
| 12 | gardien           | Justo Villar            | 24  | 8    | Club Libertad ( Paraguay)     |
| 13 | milieu de terrain | Carlos Humberto Paredes | 25  | 41   | FC Porto ( Portugal)          |
| 14 | milieu de terrain | Diego Gavilán           | 22  | 21   | UAG Tecos ( Mexique)          |
| 15 | milieu de terrain | Carlos Bonet            | 25  | 3    | Club Libertad ( Paraguay)     |
| 16 | milieu de terrain | Gustavo Morinigo        | 25  | 11   | Club Libertad ( Paraguay)     |
| 17 | défenseur         | Juan Carlos Franco      | 29  | 3    | Club Olimpia ( Paraguay)      |
| 18 | défenseur         | Julio César Cáceres     | 23  | 1    | Club Olimpia ( Paraguay)      |
| 19 | défenseur         | Daniel Sanabria         | 24  | 6    | Club Libertad ( Paraguay)     |
| 20 | attaquant         | José Cardozo            | 31  | 57   | Club Toluca ( Mexique)        |
| 21 | défenseur         | Denis Caniza            | 27  | 49   | Santos Laguna ( Mexique)      |
| 22 | gardien           | Ricardo Tavarelli       | 32  | 20   | Club Olimpia ( Paraguay)      |
| 23 | attaquant         | Nelson Cuevas           | 21  | 11   | CA River Plate ( Argentine)   |

### Slovénie
| n° | Position          | Joueur              | Âge | Sél. | Club                              |
| -- | ----------------- | ------------------- | --- | ---- | --------------------------------- |
| 1  | gardien           | Marko Simeunovič    | 34  | 43   | NK Maribor piv. Lasko ( Slovénie) |
| 2  | défenseur         | Goran Sankovič      | 23  | 5    | Slavia Prague ( Tchéquie)         |
| 3  | défenseur         | Željko Milinovič    | 32  | 35   | JEF United Ichihara ( Japon)      |
| 4  | défenseur         | Muamer Vugdalič     | 24  | 13   | NK Maribor piv. Lasko ( Slovénie) |
| 5  | défenseur         | Marinko Galič       | 22  | 65   | NK FC Koper ( Slovénie)           |
| 6  | défenseur         | Aleksander Knavs    | 26  | 38   | FC Kaiserslautern ( Allemagne)    |
| 7  | milieu de terrain | Džoni Novak         | 32  | 68   | SpVgg Unterhaching ( Allemagne)   |
| 8  | milieu de terrain | Ales Ceh            | 34  | 71   | Grazer AK ( Autriche)             |
| 9  | attaquant         | Milan Osterc        | 26  | 41   | Hapoël Tel-Aviv FC ( Israël)      |
| 10 | milieu de terrain | Zlatko Zahovič      | 31  | 64   | Benfica Lisbonne ( Portugal)      |
| 11 | milieu de terrain | Miran Pavlin        | 30  | 45   | FC Porto ( Portugal)              |
| 12 | gardien           | Mladen Dabanovič    | 30  | 20   | KSC Lokeren ( Belgique)           |
| 13 | attaquant         | Mladen Rudonja      | 30  | 58   | Portsmouth FC ( Angleterre)       |
| 14 | milieu de terrain | Saša Gajser         | 28  | 20   | KAA La Gantoise ( Belgique)       |
| 15 | milieu de terrain | Rajko Tavčar        | 27  | 6    | FC Nuremberg ( Allemagne)         |
| 16 | attaquant         | Senad Tiganj        | 26  | 3    | NK Olimpija Ljubljana ( Slovénie) |
| 17 | milieu de terrain | Zoran Pavlovič      | 26  | 21   | Austria Vienne ( Autriche)        |
| 18 | milieu de terrain | Milenko Ačimovič    | 25  | 39   | Tottenham Hotspur ( Angleterre)   |
| 19 | milieu de terrain | Amir Karic          | 28  | 43   | NK Maribor piv. Lasko ( Slovénie) |
| 20 | milieu de terrain | Nastja Čeh          | 24  | 6    | FC Bruges ( Belgique)             |
| 21 | attaquant         | Sebastjan Cimirotič | 27  | 12   | US Lecce ( Italie)                |
| 22 | gardien           | Dejan Nemec         | 25  | 1    | FC Bruges ( Belgique)             |
| 23 | défenseur         | Spasoje Bulajič     | 26  | 15   | FC Cologne ( Allemagne)           |

### Afrique du Sud
| n° | Position          | Joueur               | Âge | Sél. | Club                                            |
| -- | ----------------- | -------------------- | --- | ---- | ----------------------------------------------- |
| 1  | gardien           | Hans Vonk            | 32  | 29   | SC Heerenveen ( Pays-Bas)                       |
| 2  | défenseur         | Cyril Nzama          | 28  | 19   | Kaizer Chiefs ( Afrique du Sud)                 |
| 3  | défenseur         | Bradley Carnell      | 25  | 21   | VfB Stuttgart ( Allemagne)                      |
| 4  | défenseur         | Aaron Mokoena        | 21  | 22   | Germinal Beerschot ( Belgique)                  |
| 5  | défenseur         | Jacob Lekgetho       | 28  | 15   | Lokomotiv Moscou ( Russie)                      |
| 6  | milieu de terrain | McBeth Sibaya        | 24  | 9    | Jomo Cosmos ( Afrique du Sud)                   |
| 7  | milieu de terrain | Quinton Fortune      | 25  | 39   | Manchester United ( Angleterre)                 |
| 8  | milieu de terrain | Thabo Mngomeni       | 33  | 37   | Orlando Pirates Football Club ( Afrique du Sud) |
| 9  | milieu de terrain | MacDonald Mukansi    | 27  | 7    | Lokomotiv Sofia ( Bulgarie)                     |
| 10 | milieu de terrain | Bennett Mnguni       | 28  | 9    | Lokomotiv Moscou ( Russie)                      |
| 11 | milieu de terrain | Jabu Pule            | 22  | 9    | Kaizer Chiefs ( Afrique du Sud)                 |
| 12 | milieu de terrain | Teboho Mokoena       | 28  | 10   | FC Saint-Gall ( Suisse)                         |
| 13 | défenseur         | Pierre Issa          | 27  | 41   | Watford FC ( Angleterre)                        |
| 14 | attaquant         | Siyabonga Nomvete    | 24  | 30   | Udinese ( Italie)                               |
| 15 | milieu de terrain | Sibusiso Zuma        | 27  | 22   | FC Copenhague ( Danemark)                       |
| 16 | gardien           | Andre Arendse        | 31  | 49   | Santos Cape Town ( Afrique du Sud)              |
| 17 | attaquant         | Benni McCarthy       | 24  | 43   | FC Porto ( Portugal)                            |
| 18 | milieu de terrain | Delron Buckley       | 24  | 32   | VfL Bochum ( Allemagne)                         |
| 19 | défenseur         | Lucas Radebe         | 32  | 65   | Leeds United ( Angleterre)                      |
| 20 | gardien           | Calvin Marlin        | 30  | 2    | Ajax Cape Town ( Afrique du Sud)                |
| 21 | milieu de terrain | Steven Pienaar       | 20  | 0    | Ajax Amsterdam ( Pays-Bas)                      |
| 22 | défenseur         | Thabang Molefe       | 23  | 5    | Jomo Cosmos ( Afrique du Sud)                   |
| 23 | attaquant         | George Koumantarakis | 28  | 6    | FC Bâle ( Suisse)                               |

### Espagne
| n° | Position          | Joueur                    | Âge | Sél. | Club                               |
| -- | ----------------- | ------------------------- | --- | ---- | ---------------------------------- |
| 1  | gardien           | Iker Casillas             | 21  | 13   | Real Madrid ( Espagne)             |
| 2  | défenseur         | Curro Torres              | 25  | 4    | Valence CF ( Espagne)              |
| 3  | défenseur         | Juanfran                  | 25  | 7    | Celta Vigo ( Espagne)              |
| 4  | milieu de terrain | Iván Helguera             | 27  | 22   | Real Madrid ( Espagne)             |
| 5  | défenseur         | Carles Puyol              | 24  | 8    | FC Barcelone (football) ( Espagne) |
| 6  | défenseur         | Fernando Hierro           | 34  | 85   | Real Madrid ( Espagne)             |
| 7  | attaquant         | Raúl González             | 25  | 51   | Real Madrid ( Espagne)             |
| 8  | milieu de terrain | Rubén Baraja              | 26  | 9    | Valence CF ( Espagne)              |
| 9  | attaquant         | Fernando Morientes        | 26  | 19   | Real Madrid ( Espagne)             |
| 10 | attaquant         | Diego Tristán             | 26  | 7    | Deportivo La Corogne ( Espagne)    |
| 11 | attaquant         | Javier de Pedro           | 28  | 5    | Real Sociedad ( Espagne)           |
| 12 | attaquant         | Alberto Luque             | 24  | 0    | RCD Majorque ( Espagne)            |
| 13 | gardien           | Ricardo López             | 30  | 1    | Real Valladolid ( Espagne)         |
| 14 | milieu de terrain | David Albelda             | 24  | 2    | Valence CF ( Espagne)              |
| 15 | défenseur         | Enrique Romero            | 31  | 3    | Deportivo La Corogne ( Espagne)    |
| 16 | milieu de terrain | Gaizka Mendieta           | 28  | 32   | SS Lazio ( Italie)                 |
| 17 | milieu de terrain | Juan Carlos Valerón       | 27  | 20   | Deportivo La Corogne ( Espagne)    |
| 18 | milieu de terrain | Sergio González           | 25  | 5    | Deportivo La Corogne ( Espagne)    |
| 19 | milieu de terrain | Xavi Hernández            | 22  | 3    | FC Barcelone (football) ( Espagne) |
| 20 | défenseur         | Miguel Ángel Nadal        | 31  | 59   | RCD Majorque ( Espagne)            |
| 21 | milieu de terrain | Luis Enrique              | 32  | 57   | FC Barcelone (football) ( Espagne) |
| 22 | milieu de terrain | Joaquín Sánchez Rodríguez | 20  | 3    | Real Betis Séville ( Espagne)      |
| 23 | gardien           | Pedro Contreras           | 30  | 0    | Málaga CF ( Espagne)               |

## Groupe C

### Brésil
| n° | Position          | Joueur                | Âge | Sél. | Club                               |
| -- | ----------------- | --------------------- | --- | ---- | ---------------------------------- |
| 1  | gardien           | Marcos                | 28  | 15   | SE Palmeiras ( Brésil)             |
| 2  | défenseur         | Cafu                  | 32  | 103  | AS Rome ( Italie)                  |
| 3  | défenseur         | Lúcio                 | 24  | 15   | Bayer Leverkusen ( Allemagne)      |
| 4  | défenseur         | Roque Júnior          | 25  | 17   | AC Milan ( Italie)                 |
| 5  | défenseur         | Edmílson              | 26  | 12   | Olympique lyonnais ( France)       |
| 6  | défenseur         | Roberto Carlos        | 29  | 84   | Real Madrid ( Espagne)             |
| 7  | milieu de terrain | Ricardinho            | 26  | 3    | SC Corinthians ( Brésil)           |
| 8  | milieu de terrain | Gilberto Silva        | 25  | 6    | Atlético Mineiro ( Brésil)         |
| 9  | attaquant         | Ronaldo               | 25  | 56   | Inter Milan ( Italie)              |
| 10 | attaquant         | Rivaldo               | 30  | 58   | FC Barcelone (football) ( Espagne) |
| 11 | milieu de terrain | Ronaldinho            | 22  | 24   | Paris Saint-Germain ( France)      |
| 12 | gardien           | Dida                  | 28  | 49   | SC Corinthians ( Brésil)           |
| 13 | défenseur         | Belletti              | 26  | 10   | São Paulo ( Brésil)                |
| 14 | défenseur         | Ânderson Corrêa Polga | 23  | 5    | Grêmio ( Brésil)                   |
| 15 | milieu de terrain | Kléberson             | 23  | 5    | Atlético Paranaense ( Brésil)      |
| 16 | défenseur         | Júnior                | 29  | 12   | Parme AC ( Italie)                 |
| 17 | attaquant         | Denilson              | 24  | 53   | Real Betis Séville ( Espagne)      |
| 18 | milieu de terrain | Vampeta               | 28  | 36   | SC Corinthians ( Brésil)           |
| 19 | milieu de terrain | Juninho Paulista      | 29  | 43   | Flamengo ( Brésil)                 |
| 20 | attaquant         | Edílson               | 31  | 17   | Cruzeiro ( Brésil)                 |
| 21 | attaquant         | Luizão                | 26  | 8    | Grêmio ( Brésil)                   |
| 22 | gardien           | Rogério Ceni          | 29  | 12   | São Paulo ( Brésil)                |
| 23 | milieu de terrain | Kaká                  | 20  | 2    | São Paulo ( Brésil)                |

### Chine
| n° | Position          | Joueur       | Âge | Sél. | Club                             |
| -- | ----------------- | ------------ | --- | ---- | -------------------------------- |
| 1  | gardien           | An Qi        | 21  | 4    | Dalian Shide ( Chine)            |
| 2  | défenseur         | Zhang Enhua  | 28  | 65   | Dalian Shide ( Chine)            |
| 3  | défenseur         | Yang Pu      | 24  | 9    | Beijing Guoan ( Chine)           |
| 4  | défenseur         | Wu Chengying | 27  | 47   | Shanghai Shenhua ( Chine)        |
| 5  | défenseur         | Fan Zhiyi    | 32  | 105  | Dundee ( Écosse)                 |
| 6  | milieu de terrain | Shao Jiayi   | 22  | 21   | Beijing Guoan ( Chine)           |
| 7  | défenseur         | Sun Jihai    | 24  | 57   | Manchester City ( Angleterre)    |
| 8  | milieu de terrain | Li Tie       | 24  | 67   | Liaoning ( Chine)                |
| 9  | milieu de terrain | Ma Mingyu    | 29  | 86   | Sichuan Guancheng ( Chine)       |
| 10 | attaquant         | Hao Haidong  | 31  | 90   | Dalian Shide ( Chine)            |
| 11 | milieu de terrain | Yu Genwei    | 25  | 13   | Tianjin TEDA ( Chine)            |
| 12 | attaquant         | Su Maozhen   | 29  | 48   | Shandong Luneng Taishan ( Chine) |
| 13 | milieu de terrain | Gao Yao      | 31  | 6    | Shandong Luneng Taishan ( Chine) |
| 14 | défenseur         | Li Weifeng   | 24  | 48   | Shenzhen Kingway ( Chine)        |
| 15 | milieu de terrain | Zhao Junzhe  | 23  | 0    | Beijing Guoan ( Chine)           |
| 16 | attaquant         | Qu Bo        | 20  | 0    | Qingdao Zhongneng ( Chine)       |
| 17 | défenseur         | Du Wei       | 20  | 3    | Shanghai Shenhua ( Chine)        |
| 18 | milieu de terrain | Li Xiaopeng  | 25  | 20   | Shandong Luneng Taishan ( Chine) |
| 19 | milieu de terrain | Qi Hong      | 26  | 34   | Shanghai Zhongyuan ( Chine)      |
| 20 | attaquant         | Yang Chen    | 28  | 24   | Eintracht Francfort ( Allemagne) |
| 21 | défenseur         | Xu Yunlong   | 23  | 0    | Beijing Guoan ( Chine)           |
| 22 | gardien           | Jiang Jin    | 32  | 52   | Tianjin TEDA ( Chine)            |
| 23 | gardien           | Ou Chuliang  | 33  | 0    | Yunnan Hongta ( Chine)           |

### Costa Rica
| n° | Position          | Joueur              | Âge | Sél. | Club                             |
| -- | ----------------- | ------------------- | --- | ---- | -------------------------------- |
| 1  | gardien           | Erick Lonnis        | 36  | 74   | Deportivo Saprissa ( Costa Rica) |
| 2  | défenseur         | Jervis Drummond     | 25  | 38   | Deportivo Saprissa ( Costa Rica) |
| 3  | défenseur         | Luis Marín Murillo  | 27  | 74   | LD Alajuelense ( Costa Rica)     |
| 4  | défenseur         | Mauricio Wright     | 31  | 40   | CS Herediano ( Costa Rica)       |
| 5  | défenseur         | Gilberto Martinez   | 22  | 27   | Deportivo Saprissa ( Costa Rica) |
| 6  | milieu de terrain | Wilmer López        | 30  | 68   | LD Alajuelense ( Costa Rica)     |
| 7  | attaquant         | Rolando Fonseca     | 27  | 79   | Deportivo Saprissa ( Costa Rica) |
| 8  | milieu de terrain | Mauricio Solís      | 29  | 84   | LD Alajuelense ( Costa Rica)     |
| 9  | attaquant         | Paulo Wanchope      | 25  | 48   | Manchester City ( Angleterre)    |
| 10 | milieu de terrain | Walter Centeno      | 27  | 49   | Deportivo Saprissa ( Costa Rica) |
| 11 | attaquant         | Rónald Gómez        | 27  | 53   | OFI Crète ( Grèce)               |
| 12 | attaquant         | Winston Parks       | 20  | 3    | Udinese ( Italie)                |
| 13 | attaquant         | Daniel Vallejos     | 21  | 2    | CS Herediano ( Costa Rica)       |
| 14 | défenseur         | Juan José Rodríguez | 34  | 2    | AD San Carlos ( Costa Rica)      |
| 15 | défenseur         | Harold Wallace      | 26  | 54   | LD Alajuelense ( Costa Rica)     |
| 16 | attaquant         | Steven Bryce        | 24  | 33   | LD Alajuelense ( Costa Rica)     |
| 17 | milieu de terrain | Hernán Medford      | 34  | 87   | Deportivo Saprissa ( Costa Rica) |
| 18 | gardien           | Álvaro Mesén        | 29  | 16   | LD Alajuelense ( Costa Rica)     |
| 19 | milieu de terrain | Rodrigo Cordero     | 28  | 25   | CS Herediano ( Costa Rica)       |
| 20 | attaquant         | William Sunsing     | 25  | 23   | CS Herediano ( Costa Rica)       |
| 21 | défenseur         | Pablo Chinchilla    | 23  | 12   | LD Alajuelense ( Costa Rica)     |
| 22 | défenseur         | Carlos Castro       | 23  | 22   | LD Alajuelense ( Costa Rica)     |
| 23 | gardien           | Lester Morgan       | 26  | 5    | CS Herediano ( Costa Rica)       |

### Turquie
| n° | Position          | Joueur           | Âge | Sél. | Club                           |
| -- | ----------------- | ---------------- | --- | ---- | ------------------------------ |
| 1  | gardien           | Rüştü Reçber     | 29  | 63   | Fenerbahçe ( Turquie)          |
| 2  | défenseur         | Emre Aşık        | 28  | 15   | Galatasaray SK ( Turquie)      |
| 3  | défenseur         | Bülent Korkmaz   | 33  | 68   | Galatasaray SK ( Turquie)      |
| 4  | défenseur         | Fatih Akyel      | 23  | 35   | Fenerbahçe ( Turquie)          |
| 5  | défenseur         | Alpay Özalan     | 29  | 59   | Aston Villa FC ( Angleterre)   |
| 6  | attaquant         | Arif Erdem       | 30  | 49   | Galatasaray SK ( Turquie)      |
| 7  | milieu de terrain | Okan Buruk       | 28  | 25   | Inter Milan ( Italie)          |
| 8  | milieu de terrain | Tugay Kerimoğlu  | 31  | 59   | Blackburn Rovers ( Angleterre) |
| 9  | attaquant         | Hakan Şükür      | 30  | 72   | Parme AC ( Italie)             |
| 10 | milieu de terrain | Yıldıray Baştürk | 23  | 12   | Bayer Leverkusen ( Allemagne)  |
| 11 | attaquant         | Hasan Şaş        | 25  | 14   | Galatasaray SK ( Turquie)      |
| 12 | gardien           | Ömer Çatkıç      | 27  | 5    | Gaziantepspor ( Turquie)       |
| 13 | milieu de terrain | Muzzy İzzet      | 27  | 6    | Leicester City ( Angleterre)   |
| 14 | milieu de terrain | Tayfur Havutçu   | 32  | 37   | Beşiktaş ( Turquie)            |
| 15 | attaquant         | Nihat Kahveci    | 22  | 10   | Real Sociedad ( Espagne)       |
| 16 | défenseur         | Ümit Özat        | 25  | 13   | Fenerbahçe ( Turquie)          |
| 17 | attaquant         | Ilhan Mansiz     | 26  | 5    | Beşiktaş ( Turquie)            |
| 18 | milieu de terrain | Ergün Pembe      | 30  | 0    | Galatasaray SK ( Turquie)      |
| 19 | milieu de terrain | Abdullah Ercan   | 30  | 69   | Fenerbahçe ( Turquie)          |
| 20 | défenseur         | Hakan Ünsal      | 29  | 24   | Blackburn Rovers ( Angleterre) |
| 21 | milieu de terrain | Emre Belözoğlu   | 21  | 11   | Inter Milan ( Italie)          |
| 22 | milieu de terrain | Ümit Davala      | 28  | 23   | Milan AC ( Italie)             |
| 23 | gardien           | Zafer Özgültekın | 27  | 1    | Ankaragücü ( Turquie)          |

## Groupe D

### Pologne
| n° | Position          | Joueur             | Âge | Sél. | Club                                 |
| -- | ----------------- | ------------------ | --- | ---- | ------------------------------------ |
| 1  | gardien           | Jerzy Dudek        | 29  | 21   | Liverpool FC ( Angleterre)           |
| 2  | défenseur         | Tomasz Kłos        | 29  | 37   | FC Kaiserslautern ( Allemagne)       |
| 3  | défenseur         | Jacek Zieliński    | 34  | 52   | Legia Varsovie ( Pologne)            |
| 4  | défenseur         | Michał Żewłakow    | 26  | 25   | Royal Excelsior Mouscron ( Belgique) |
| 5  | milieu de terrain | Tomasz Rząsa       | 29  | 9    | Feyenoord Rotterdam ( Pays-Bas)      |
| 6  | défenseur         | Tomasz Hajto       | 29  | 44   | Schalke 04 ( Allemagne)              |
| 7  | milieu de terrain | Piotr Świerczewski | 30  | 65   | Olympique de Marseille ( France)     |
| 8  | attaquant         | Cezary Kucharski   | 30  | 15   | Legia Varsovie ( Pologne)            |
| 9  | attaquant         | Paweł Kryszałowicz | 27  | 23   | Eintracht Francfort ( Allemagne)     |
| 10 | milieu de terrain | Radosław Kałużny   | 28  | 30   | FC Energie Cottbus ( Allemagne)      |
| 11 | attaquant         | Emmanuel Olisadebe | 23  | 16   | Panathinaïkos ( Grèce)               |
| 12 | gardien           | Radosław Majdan    | 30  | 5    | Goztepe Izmir ( Turquie)             |
| 13 | défenseur         | Arkadiusz Glowacki | 23  | 2    | Wisla Cracovie ( Pologne)            |
| 14 | attaquant         | Marcin Zewlakow    | 28  | 17   | Royal Excelsior Mouscron ( Belgique) |
| 15 | défenseur         | Tomasz Wałdoch     | 31  | 71   | Schalke 04 ( Allemagne)              |
| 16 | milieu de terrain | Maciej Murawski    | 28  | 4    | Legia Varsovie ( Pologne)            |
| 17 | milieu de terrain | Arkadiusz Bąk      | 27  | 12   | Widzew Lodz ( Pologne)               |
| 18 | milieu de terrain | Jacek Krzynówek    | 26  | 23   | FC Nuremberg ( Allemagne)            |
| 19 | attaquant         | Maciej Żurawski    | 25  | 9    | Wisla Cracovie ( Pologne)            |
| 20 | défenseur         | Jacek Bak          | 29  | 36   | Olympique lyonnais ( France)         |
| 21 | défenseur         | Marek Koźmiński    | 31  | 42   | Ancona Calcio ( Italie)              |
| 22 | gardien           | Adam Matysek       | 31  | 34   | RKS Radomiak Radom ( Pologne)        |
| 23 | milieu de terrain | Paweł Sibik        | 31  | 2    | Odra Wodzisław ( Pologne)            |

### Portugal
| n° | Position          | Joueur                          | Âge | Sél. | Club                            |
| -- | ----------------- | ------------------------------- | --- | ---- | ------------------------------- |
| 1  | gardien           | Vítor Baía                      | 32  | 75   | FC Porto ( Portugal)            |
| 2  | défenseur         | Jorge Costa                     | 30  | 46   | FC Porto ( Portugal)            |
| 3  | défenseur         | Abel Xavier                     | 29  | 18   | Liverpool FC ( Angleterre)      |
| 4  | défenseur         | Marco Caneira                   | 23  | 1    | Benfica Lisbonne ( Portugal)    |
| 5  | défenseur         | Fernando Couto                  | 33  | 82   | SS Lazio ( Italie)              |
| 6  | milieu de terrain | Paulo Sousa                     | 31  | 50   | Espanyol Barcelone ( Espagne)   |
| 7  | milieu de terrain | Luís Figo                       | 29  | 81   | Real Madrid ( Espagne)          |
| 8  | attaquant         | João Vieira Pinto               | 30  | 77   | Sporting Portugal ( Portugal)   |
| 9  | attaquant         | Pedro Miguel Pauleta            | 29  | 33   | Girondins de Bordeaux ( France) |
| 10 | milieu de terrain | Manuel Rui Costa                | 30  | 67   | Milan AC ( Italie)              |
| 11 | milieu de terrain | Sergio Conceiçao                | 27  | 41   | Inter Milan ( Italie)           |
| 12 | milieu de terrain | Hugo Viana                      | 19  | 4    | Sporting Portugal ( Portugal)   |
| 13 | défenseur         | Jorge Andrade                   | 24  | 5    | FC Porto ( Portugal)            |
| 14 | milieu de terrain | Pedro Barbosa                   | 31  | 21   | Sporting Portugal ( Portugal)   |
| 15 | gardien           | Nélson Alexandre Gomes Pereira  | 26  | 1    | Sporting Portugal ( Portugal)   |
| 16 | gardien           | Ricardo Pereira                 | 26  | 10   | Boavista FC ( Portugal)         |
| 17 | milieu de terrain | Paulo Jorge Gomes Bento         | 33  | 31   | Sporting Portugal ( Portugal)   |
| 18 | défenseur         | Nuno Miguel Frechaut Barreto    | 24  | 9    | Boavista FC ( Portugal)         |
| 19 | milieu de terrain | Nuno Capucho                    | 30  | 29   | FC Porto ( Portugal)            |
| 20 | milieu de terrain | Armando Teixeira                | 25  | 9    | Boavista FC ( Portugal)         |
| 21 | attaquant         | Nuno Gomes                      | 25  | 28   | ACF Fiorentina ( Italie)        |
| 22 | défenseur         | Roberto Luís Gaspar Deus Severo | 26  | 16   | Sporting Portugal ( Portugal)   |
| 23 | défenseur         | Rui Jorge                       | 29  | 20   | Sporting Portugal ( Portugal)   |

### Corée du Sud
| n° | Position          | Joueur         | Âge | Sél. | Club                                       |
| -- | ----------------- | -------------- | --- | ---- | ------------------------------------------ |
| 1  | gardien           | Lee Woon-jae   | 30  | 32   | Suwon Samsung Bluewings FC ( Corée du Sud) |
| 2  | milieu de terrain | Hyun Young-min | 22  | 8    | Ulsan Hyundai Horang-i ( Corée du Sud)     |
| 3  | milieu de terrain | Choi Sung-yong | 26  | 60   | Suwon Samsung Bluewings FC ( Corée du Sud) |
| 4  | défenseur         | Choi Jin-cheul | 31  | 15   | Chonbuk Hyundai Motors ( Corée du Sud)     |
| 5  | milieu de terrain | Kim Nam-il     | 25  | 21   | Chunnam Dragons ( Corée du Sud)            |
| 6  | milieu de terrain | Yoo Sang-chul  | 30  | 92   | Kashiwa Reysol ( Japon)                    |
| 7  | défenseur         | Kim Tae-young  | 31  | 74   | Chunnam Dragons ( Corée du Sud)            |
| 8  | attaquant         | Choi Tae-uk    | 21  | 16   | Anyang LG Cheetahs ( Corée du Sud)         |
| 9  | attaquant         | Seol Ki-hyeon  | 23  | 31   | Anderlecht ( Belgique)                     |
| 10 | milieu de terrain | Lee Young-pyo  | 25  | 48   | Anyang LG Cheetahs ( Corée du Sud)         |
| 11 | attaquant         | Choi Yong-soo  | 28  | 58   | JEF United Ichihara ( Japon)               |
| 12 | gardien           | Kim Byung-ji   | 32  | 58   | Pohang Steelers ( Corée du Sud)            |
| 13 | milieu de terrain | Lee Eul-yong   | 26  | 19   | Bucheon SK ( Corée du Sud)                 |
| 14 | milieu de terrain | Lee Chun-soo   | 20  | 22   | Ulsan Hyundai Horang-i ( Corée du Sud)     |
| 15 | défenseur         | Lee Min-sung   | 28  | 52   | Busan I'Park ( Corée du Sud)               |
| 16 | milieu de terrain | Cha Doo-ri     | 21  | 12   | Korea University ( Corée du Sud)           |
| 17 | milieu de terrain | Yoon Jung-hwan | 29  | 36   | Cerezo Osaka ( Japon)                      |
| 18 | milieu de terrain | Hwang Sun-hong | 33  | 95   | Kashiwa Reysol ( Japon)                    |
| 19 | attaquant         | Ahn Jung-hwan  | 26  | 19   | Pérouse Calcio ( Italie)                   |
| 20 | défenseur         | Hong Myung-bo  | 33  | 124  | Pohang Steelers ( Corée du Sud)            |
| 21 | milieu de terrain | Park Ji-sung   | 21  | 30   | Kyoto Purple Sanga ( Japon)                |
| 22 | milieu de terrain | Song Chong-gug | 23  | 27   | Busan I'Park ( Corée du Sud)               |
| 23 | gardien           | Choi Eun-sung  | 31  | 1    | Daejeon Citizen ( Corée du Sud)            |

### États-Unis d'Amérique
| n° | Position          | Joueur           | Âge | Sél. | Club                                       |
| -- | ----------------- | ---------------- | --- | ---- | ------------------------------------------ |
| 1  | gardien           | Brad Friedel     | 31  | 74   | Blackburn Rovers ( Angleterre)             |
| 2  | milieu de terrain | Frankie Hejduk   | 27  | 38   | Bayer Leverkusen ( Allemagne)              |
| 3  | défenseur         | Gregg Berhalter  | 28  | 25   | Crystal Palace Football Club ( Angleterre) |
| 4  | défenseur         | Pablo Mastroeni  | 25  | 8    | Colorado Rapids ( États-Unis)              |
| 5  | milieu de terrain | John O'Brien     | 24  | 13   | Ajax Amsterdam ( Pays-Bas)                 |
| 6  | défenseur         | David Régis      | 33  | 28   | FC Metz ( France)                          |
| 7  | milieu de terrain | Eddie Lewis      | 28  | 38   | Fulham FC ( Angleterre)                    |
| 8  | milieu de terrain | Earnie Stewart   | 33  | 77   | NAC Breda ( Pays-Bas)                      |
| 9  | attaquant         | Joe-Max Moore    | 31  | 95   | Everton FC ( Angleterre)                   |
| 10 | milieu de terrain | Claudio Reyna    | 28  | 86   | Sunderland AFC ( Angleterre)               |
| 11 | attaquant         | Clint Mathis     | 25  | 19   | MetroStars ( États-Unis)                   |
| 12 | défenseur         | Jeff Agoos       | 33  | 127  | San Jose Earthquakes ( États-Unis)         |
| 13 | milieu de terrain | Cobi Jones       | 31  | 153  | Los Angeles Galaxy ( États-Unis)           |
| 14 | défenseur         | Steve Cherundolo | 23  | 10   | Hanovre 96 ( Allemagne)                    |
| 15 | attaquant         | Josh Wolff       | 25  | 16   | Chicago Fire ( États-Unis)                 |
| 16 | défenseur         | Carlos Llamosa   | 32  | 26   | New England Revolution ( États-Unis)       |
| 17 | milieu de terrain | DaMarcus Beasley | 20  | 9    | Chicago Fire ( États-Unis)                 |
| 18 | gardien           | Kasey Keller     | 32  | 58   | Tottenham Hotspur ( Angleterre)            |
| 19 | gardien           | Tony Meola       | 33  | 98   | Kansas City Wizards ( États-Unis)          |
| 20 | attaquant         | Brian McBride    | 29  | 58   | Columbus Crew ( États-Unis)                |
| 21 | attaquant         | Landon Donovan   | 20  | 20   | San Jose Earthquakes ( États-Unis)         |
| 22 | défenseur         | Tony Sanneh      | 31  | 29   | FC Nuremberg ( Allemagne)                  |
| 23 | défenseur         | Eddie Pope       | 28  | 48   | D.C. United ( États-Unis)                  |

## Groupe E

### Cameroun
| n° | Position          | Joueur               | Âge | Sél. | Club                              |
| -- | ----------------- | -------------------- | --- | ---- | --------------------------------- |
| 1  | gardien           | Alioum Boukar        | 30  | 46   | Samsunspor ( Turquie)             |
| 2  | milieu de terrain | Bill Tchato          | 27  | 12   | Montpellier HSC ( France)         |
| 3  | défenseur         | Pierre Womé          | 23  | 46   | Bologne FC 1909 ( Italie)         |
| 4  | défenseur         | Rigobert Song        | 25  | 59   | FC Cologne ( Allemagne)           |
| 5  | défenseur         | Raymond Kalla        | 27  | 47   | Extremadura ( Espagne)            |
| 6  | défenseur         | Pierre Njanka        | 27  | 31   | [[RC Strasbourg]] ( France)       |
| 7  | milieu de terrain | Joseph Ndo           | 26  | 16   | Al Khalees ( Émirats arabes unis) |
| 8  | défenseur         | Geremi Njitap        | 23  | 38   | Real Madrid ( Espagne)            |
| 9  | attaquant         | Samuel Eto'o         | 21  | 27   | RCD Majorque ( Espagne)           |
| 10 | attaquant         | Patrick Mboma        | 31  | 42   | Sunderland AFC ( Angleterre)      |
| 11 | attaquant         | Pius N'Diefi         | 28  | 13   | CS Sedan ( France)                |
| 12 | milieu de terrain | Lauren Étamé Mayer   | 25  | 15   | Arsenal FC ( Angleterre)          |
| 13 | défenseur         | Lucien Mettomo       | 25  | 17   | Manchester City ( Angleterre)     |
| 14 | milieu de terrain | Joël Epalle          | 24  | 22   | Panathinaïkos ( Grèce)            |
| 15 | milieu de terrain | Nicolas Alnoudji     | 22  | 15   | Rizespor ( Turquie)               |
| 16 | gardien           | Jacques Songo'o      | 38  | 66   | FC Metz ( France)                 |
| 17 | milieu de terrain | Marc-Vivien Foé      | 27  | 47   | Olympique lyonnais ( France)      |
| 18 | attaquant         | Patrick Suffo        | 24  | 18   | Sheffield United ( Angleterre)    |
| 19 | milieu de terrain | Éric Djemba Djemba   | 21  | 0    | FC Nantes ( France)               |
| 20 | milieu de terrain | Salomon Olembe       | 21  | 39   | Olympique de Marseille ( France)  |
| 21 | attaquant         | Joseph-Désiré Job    | 24  | 34   | FC Metz ( France)                 |
| 22 | gardien           | Carlos Idriss Kameni | 18  | 1    | Le Havre AC ( France)             |
| 23 | milieu de terrain | Daniel Ngom Kome     | 22  | 4    | CD Numancia ( Espagne)            |

### Allemagne
| n° | Position          | Joueur              | Âge | Sél. | Club                            |
| -- | ----------------- | ------------------- | --- | ---- | ------------------------------- |
| 1  | gardien           | Oliver Kahn         | 33  | 45   | Bayern Munich ( Allemagne)      |
| 2  | défenseur         | Thomas Linke        | 32  | 34   | Bayern Munich ( Allemagne)      |
| 3  | défenseur         | Marko Rehmer        | 30  | 27   | Hertha BSC Berlin ( Allemagne)  |
| 4  | défenseur         | Frank Baumann       | 26  | 11   | Werder Brême ( Allemagne)       |
| 5  | milieu de terrain | Carsten Ramelow     | 28  | 25   | Bayer Leverkusen ( Allemagne)   |
| 6  | défenseur         | Christian Ziege     | 30  | 66   | Tottenham Hotspur ( Angleterre) |
| 7  | attaquant         | Oliver Neuville     | 29  | 30   | Bayer Leverkusen ( Allemagne)   |
| 8  | milieu de terrain | Dietmar Hamann      | 28  | 40   | Liverpool FC ( Angleterre)      |
| 9  | attaquant         | Carsten Jancker     | 27  | 26   | Bayern Munich ( Allemagne)      |
| 10 | milieu de terrain | Lars Ricken         | 25  | 16   | Borussia Dortmund ( Allemagne)  |
| 11 | attaquant         | Miroslav Klose      | 24  | 12   | Kaiserslautern ( Allemagne)     |
| 12 | gardien           | Jens Lehmann        | 32  | 14   | Borussia Dortmund ( Allemagne)  |
| 13 | milieu de terrain | Michael Ballack     | 25  | 22   | Bayer Leverkusen ( Allemagne)   |
| 14 | attaquant         | Gerald Asamoah      | 23  | 11   | Schalke 04 ( Allemagne)         |
| 15 | défenseur         | Sebastian Kehl      | 22  | 8    | Borussia Dortmund ( Allemagne)  |
| 16 | milieu de terrain | Jens Jeremies       | 28  | 33   | Bayern Munich ( Allemagne)      |
| 17 | attaquant         | Marco Bode          | 32  | 34   | Werder Brême ( Allemagne)       |
| 18 | milieu de terrain | Jörg Böhme          | 28  | 6    | Schalke 04 ( Allemagne)         |
| 19 | milieu de terrain | Bernd Schneider     | 28  | 9    | Bayer Leverkusen ( Allemagne)   |
| 20 | attaquant         | Oliver Bierhoff     | 34  | 65   | AS Monaco ( France)             |
| 21 | défenseur         | Christoph Metzelder | 21  | 6    | Borussia Dortmund ( Allemagne)  |
| 22 | milieu de terrain | Torsten Frings      | 25  | 8    | Werder Brême ( Allemagne)       |
| 23 | gardien           | Hans-Jörg Butt      | 28  | 2    | Bayer Leverkusen ( Allemagne)   |

### Irlande
| n° | Position          | Joueur           | Âge | Sél. | Club                                           |
| -- | ----------------- | ---------------- | --- | ---- | ---------------------------------------------- |
| 1  | gardien           | Shay Given       | 26  | 39   | Newcastle United ( Angleterre)                 |
| 2  | défenseur         | Steve Finnan     | 26  | 13   | Fulham FC ( Angleterre)                        |
| 3  | défenseur         | Ian Harte        | 24  | 40   | Leeds United ( Angleterre)                     |
| 4  | défenseur         | Kenny Cunningham | 30  | 38   | Athletic Football Club Wimbledon ( Angleterre) |
| 5  | défenseur         | Steve Staunton   | 33  | 98   | Aston Villa FC ( Angleterre)                   |
| 6  | milieu de terrain | Roy Keane        | 30  | 58   | Manchester United ( Angleterre)                |
| 7  | milieu de terrain | Jason McAteer    | 30  | 47   | Sunderland AFC ( Angleterre)                   |
| 8  | milieu de terrain | Matt Holland     | 28  | 19   | Ipswich Town ( Angleterre)                     |
| 9  | attaquant         | Damien Duff      | 23  | 26   | Blackburn Rovers ( Angleterre)                 |
| 10 | attaquant         | Robbie Keane     | 21  | 33   | Leeds United ( Angleterre)                     |
| 11 | milieu de terrain | Kevin Kilbane    | 25  | 31   | Sunderland AFC ( Angleterre)                   |
| 12 | milieu de terrain | Mark Kinsella    | 29  | 28   | Charlton Athletic ( Angleterre)                |
| 13 | attaquant         | David Connolly   | 24  | 33   | Athletic Football Club Wimbledon ( Angleterre) |
| 14 | défenseur         | Gary Breen       | 28  | 43   | sans club                                      |
| 15 | défenseur         | Richard Dunne    | 22  | 14   | Manchester City ( Angleterre)                  |
| 16 | gardien           | Dean Kiely       | 31  | 6    | Charlton Athletic ( Angleterre)                |
| 17 | attaquant         | Niall Quinn      | 35  | 88   | Sunderland AFC ( Angleterre)                   |
| 18 | défenseur         | Gary Kelly       | 27  | 46   | Leeds United ( Angleterre)                     |
| 19 | attaquant         | Clinton Morrison | 23  | 7    | Crystal Palace Football Club ( Angleterre)     |
| 20 | défenseur         | Andy O'Brien     | 22  | 5    | Newcastle United ( Angleterre)                 |
| 21 | attaquant         | Steven Reid      | 21  | 5    | Millwall FC ( Angleterre)                      |
| 22 | milieu de terrain | Lee Carsley      | 28  | 19   | Everton FC ( Angleterre)                       |
| 23 | gardien           | Alan Kelly       | 33  | 34   | Blackburn Rovers ( Angleterre)                 |

### Arabie saoudite
| n° | Position          | Joueur                    | Âge | Sél. | Club                                      |
| -- | ----------------- | ------------------------- | --- | ---- | ----------------------------------------- |
| 1  | gardien           | Mohammed al-Deayea        | 29  | 168  | Al-Hilal Football Club ( Arabie saoudite) |
| 2  | défenseur         | Mohammed Al-Jahani        | 26  | 73   | Al Ahly Djeddah ( Arabie saoudite)        |
| 3  | défenseur         | Redha Takar               | 26  | 5    | Al-Shabab ( Arabie saoudite)              |
| 4  | défenseur         | Abdullah Zubromawi        | 28  | 115  | Al Ahly Djeddah ( Arabie saoudite)        |
| 5  | défenseur         | Mohsin Harthi             | 25  | 20   | Al Nasr Riyad ( Arabie saoudite)          |
| 6  | défenseur         | Fouzi Al-Shehri           | 22  | 2    | Al Ahly Djeddah ( Arabie saoudite)        |
| 7  | milieu de terrain | Ibrahim Al-Shahrani       | 27  | 59   | Al Ahly Djeddah ( Arabie saoudite)        |
| 8  | milieu de terrain | Mohammad Nour             | 24  | 29   | Al-Ittihad ( Arabie saoudite)             |
| 9  | attaquant         | Sami Al-Jaber             | 29  | 148  | Al-Hilal Football Club ( Arabie saoudite) |
| 10 | milieu de terrain | Mohammad al-Shalhoub      | 21  | 17   | Al-Hilal Football Club ( Arabie saoudite) |
| 11 | attaquant         | Obeid Al-Dosari           | 26  | 97   | Al Ahly Djeddah ( Arabie saoudite)        |
| 12 | défenseur         | Ahmad al-Doukhi           | 25  | 47   | Al-Hilal Football Club ( Arabie saoudite) |
| 13 | défenseur         | Hussein Sulimani          | 25  | 80   | Al Ahly Djeddah ( Arabie saoudite)        |
| 14 | milieu de terrain | Abdul Aziz al-Khathran    | 28  | 0    | Al-Shabab ( Arabie saoudite)              |
| 15 | attaquant         | Abdullah Jumaan Al-Dosari | 24  | 20   | Al-Hilal Football Club ( Arabie saoudite) |
| 16 | milieu de terrain | Khamis al-Owairan         | 28  | 76   | Al-Ittihad ( Arabie saoudite)             |
| 17 | milieu de terrain | Abdullah al-Waked         | 26  | 45   | Al-Shabab ( Arabie saoudite)              |
| 18 | milieu de terrain | Nawaf al-Temyat           | 25  | 48   | Al-Hilal Football Club ( Arabie saoudite) |
| 19 | milieu de terrain | Omar al-Ghamdi            | 22  | 28   | Al-Hilal Football Club ( Arabie saoudite) |
| 20 | attaquant         | Al Hasan Al-Yami          | 29  | 18   | Al-Ittihad ( Arabie saoudite)             |
| 21 | gardien           | Mabrouk Zayed             | 23  | 1    | Al-Ittihad ( Arabie saoudite)             |
| 22 | gardien           | Mohammed al-Khojali       | 29  | 12   | Al Nasr Riyad ( Arabie saoudite)          |
| 23 | défenseur         | Mansour al-Thagafi        | 23  | 0    | Al Nasr Riyad ( Arabie saoudite)          |

## Groupe F

### Argentine
| n° | Position          | Joueur                | Âge | Sél. | Club                               |
| -- | ----------------- | --------------------- | --- | ---- | ---------------------------------- |
| 1  | gardien           | Germán Burgos         | 33  | 35   | Atlético de Madrid ( Espagne)      |
| 2  | défenseur         | Roberto Ayala         | 29  | 74   | Valence CF ( Espagne)              |
| 3  | milieu de terrain | Juan Pablo Sorín      | 26  | 35   | Cruzeiro ( Brésil)                 |
| 4  | défenseur         | Mauricio Pochettino   | 30  | 16   | Paris Saint-Germain ( France)      |
| 5  | milieu de terrain | Matías Almeyda        | 29  | 33   | Parme AC ( Italie)                 |
| 6  | défenseur         | Walter Samuel         | 24  | 30   | AS Roma ( Italie)                  |
| 7  | attaquant         | Claudio López         | 28  | 49   | SS Lazio ( Italie)                 |
| 8  | milieu de terrain | Javier Zanetti        | 28  | 66   | Inter Milan ( Italie)              |
| 9  | attaquant         | Gabriel Batistuta     | 33  | 75   | AS Roma ( Italie)                  |
| 10 | milieu de terrain | Ariel Ortega          | 28  | 81   | CA River Plate ( Argentine)        |
| 11 | milieu de terrain | Juan Sebastián Verón  | 27  | 47   | Manchester United ( Angleterre)    |
| 12 | gardien           | Pablo Cavallero       | 29  | 8    | Celta Vigo ( Espagne)              |
| 13 | défenseur         | Diego Placente        | 25  | 6    | Bayer Leverkusen ( Allemagne)      |
| 14 | milieu de terrain | Diego Simeone         | 32  | 104  | SS Lazio ( Italie)                 |
| 15 | milieu de terrain | Claudio Daniel Husaín | 27  | 14   | CA River Plate ( Argentine)        |
| 16 | milieu de terrain | Pablo Aimar           | 22  | 18   | Valence CF ( Espagne)              |
| 17 | attaquant         | Gustavo López         | 29  | 31   | Celta Vigo ( Espagne)              |
| 18 | attaquant         | Kily González         | 27  | 30   | Valence CF ( Espagne)              |
| 19 | attaquant         | Hernán Crespo         | 26  | 33   | SS Lazio ( Italie)                 |
| 20 | milieu de terrain | Marcelo Gallardo      | 26  | 42   | AS Monaco ( France)                |
| 21 | attaquant         | Claudio Caniggia      | 35  | 50   | Rangers FC ( Écosse)               |
| 22 | défenseur         | José Chamot           | 33  | 42   | AC Milan ( Italie)                 |
| 23 | gardien           | Roberto Oscar Bonano  | 32  | 13   | FC Barcelone (football) ( Espagne) |

Note: l'équipe a été au départ formée avec Ariel Ortéga no 23 et Roberto Oscar Bonano no 24, car l'association de football argentine voulait garder le no 10 en l'honneur de Diego Maradona. La FIFA a insisté que toutes les équipes soient numérotées de 1 à 23.

### Angleterre
| n° | Position          | Joueur           | Âge | Sél. | Club                                      |
| -- | ----------------- | ---------------- | --- | ---- | ----------------------------------------- |
| 1  | gardien           | David Seaman     | 38  | 68   | Arsenal Football Club ( Angleterre)       |
| 2  | défenseur         | Danny Mills      | 25  | 6    | Leeds United ( Angleterre)                |
| 3  | défenseur         | Ashley Cole      | 21  | 8    | Arsenal Football Club ( Angleterre)       |
| 4  | milieu de terrain | Trevor Sinclair  | 29  | 4    | West Ham United ( Angleterre)             |
| 5  | défenseur         | Rio Ferdinand    | 23  | 21   | Leeds United ( Angleterre)                |
| 6  | défenseur         | Sol Campbell     | 27  | 45   | Arsenal Football Club ( Angleterre)       |
| 7  | milieu de terrain | David Beckham    | 27  | 49   | Manchester United ( Angleterre)           |
| 8  | milieu de terrain | Paul Scholes     | 27  | 43   | Manchester United ( Angleterre)           |
| 9  | attaquant         | Robbie Fowler    | 27  | 24   | Leeds United ( Angleterre)                |
| 10 | attaquant         | Michael Owen     | 22  | 35   | Liverpool Football Club ( Angleterre)     |
| 11 | attaquant         | Emile Heskey     | 24  | 23   | Liverpool Football Club ( Angleterre)     |
| 12 | défenseur         | Wes Brown        | 22  | 5    | Manchester United ( Angleterre)           |
| 13 | gardien           | Nigel Martyn     | 35  | 22   | Leeds United ( Angleterre)                |
| 14 | défenseur         | Wayne Bridge     | 21  | 4    | Southampton Football Club ( Angleterre)   |
| 15 | défenseur         | Martin Keown     | 36  | 42   | Arsenal Football Club ( Angleterre)       |
| 16 | défenseur         | Gareth Southgate | 31  | 48   | Middlesbrough Football Club ( Angleterre) |
| 17 | attaquant         | Teddy Sheringham | 36  | 46   | Tottenham Hotspur ( Angleterre)           |
| 18 | milieu de terrain | Owen Hargreaves  | 21  | 5    | Bayern Munich ( Allemagne)                |
| 19 | milieu de terrain | Joe Cole         | 20  | 5    | West Ham United ( Angleterre)             |
| 20 | attaquant         | Darius Vassell   | 22  | 4    | Aston Villa FC ( Angleterre)              |
| 21 | milieu de terrain | Nicky Butt       | 27  | 18   | Manchester United ( Angleterre)           |
| 22 | gardien           | David James      | 31  | 8    | West Ham United ( Angleterre)             |
| 23 | milieu de terrain | Kieron Dyer      | 23  | 9    | Newcastle United ( Angleterre)            |

### Nigeria
| n° | Position          | Joueur              | Âge | Sél. | Club                                        |
| -- | ----------------- | ------------------- | --- | ---- | ------------------------------------------- |
| 1  | gardien           | Ike Shorunmu        | 34  | 34   | FC Lausanne-Sport ( Suisse)                 |
| 2  | milieu de terrain | Joseph Yobo         | 21  | 14   | Olympique de Marseille ( France)            |
| 3  | défenseur         | Celestine Babayaro  | 23  | 24   | Chelsea Football Club ( Angleterre)         |
| 4  | attaquant         | Nwankwo Kanu        | 26  | 33   | Arsenal Football Club ( Angleterre)         |
| 5  | défenseur         | Isaac Okoronkwo     | 24  | 12   | Shakhtar Donetsk ( Ukraine)                 |
| 6  | défenseur         | Taribo West         | 28  | 38   | Kaiserslautern ( Allemagne)                 |
| 7  | attaquant         | Pius Ikedia         | 21  | 9    | Ajax Amsterdam ( Pays-Bas)                  |
| 8  | milieu de terrain | Mutiu Adepoju       | 31  | 49   | UD Salamanca ( Espagne)                     |
| 9  | attaquant         | Bartholomew Ogbeche | 18  | 4    | Paris Saint-Germain ( France)               |
| 10 | milieu de terrain | Jay-Jay Okocha      | 28  | 56   | Paris Saint-Germain ( France)               |
| 11 | milieu de terrain | Garba Lawal         | 28  | 34   | Roda JC ( Pays-Bas)                         |
| 12 | gardien           | Austin Ejide        | 17  | 3    | Gabros International ( Nigeria)             |
| 13 | défenseur         | Rabiu Afolabi       | 22  | 5    | Standard Liège ( Belgique)                  |
| 14 | défenseur         | Ifeanyi Udeze       | 21  | 15   | PAOK Salonique ( Grèce)                     |
| 15 | milieu de terrain | Justice Christopher | 20  | 7    | Royal Anvers FC ( Belgique)                 |
| 16 | défenseur         | Efetobore Sodje     | 30  | 7    | Crewe Alexandra Football Club ( Angleterre) |
| 17 | attaquant         | Julius Aghahowa     | 19  | 17   | Shakhtar Donetsk ( Ukraine)                 |
| 18 | attaquant         | Benedict Akwuegbu   | 28  | 16   | Shenyang Haishi ( Chine)                    |
| 19 | défenseur         | Eric Ejiofor        | 22  | 12   | Maccabi Haïfa Football Club ( Israël)       |
| 20 | milieu de terrain | James Obiorah       | 23  | 2    | MFK Lokomotiv ( Russie)                     |
| 21 | attaquant         | John Utaka          | 19  | 4    | Al Sadd Doha ( Qatar)                       |
| 22 | gardien           | Vincent Enyeama     | 19  | 2    | Enyimba FC ( Nigeria)                       |
| 23 | attaquant         | Femi Opabunmi       | 17  | 2    | Shooting Stars Sports Club ( Nigeria)       |

### Suède
| n° | Position          | Joueur               | Âge | Sél. | Club                                    |
| -- | ----------------- | -------------------- | --- | ---- | --------------------------------------- |
| 1  | gardien           | Magnus Hedman        | 30  | 44   | Coventry City ( Angleterre)             |
| 2  | défenseur         | Olof Mellberg        | 24  | 21   | Aston Villa FC ( Angleterre)            |
| 3  | défenseur         | Patrik Andersson     | 30  | 95   | FC Barcelone (football) ( Espagne)      |
| 4  | défenseur         | Johan Mjällby        | 31  | 35   | Celtic FC ( Écosse)                     |
| 5  | défenseur         | Michael Svensson     | 26  | 11   | ES Troyes AC ( France)                  |
| 6  | milieu de terrain | Tobias Linderoth     | 23  | 19   | Everton Football Club ( Angleterre)     |
| 7  | milieu de terrain | Niclas Alexandersson | 30  | 58   | Everton Football Club ( Angleterre)     |
| 8  | milieu de terrain | Anders Svensson      | 25  | 24   | Southampton Football Club ( Angleterre) |
| 9  | milieu de terrain | Fredrik Ljungberg    | 25  | 31   | Arsenal Football Club ( Angleterre)     |
| 10 | attaquant         | Marcus Allbäck       | 28  | 18   | SC Heerenveen ( Pays-Bas)               |
| 11 | attaquant         | Henrik Larsson       | 30  | 67   | Celtic FC ( Écosse)                     |
| 12 | gardien           | Magnus Kihlstedt     | 30  | 12   | FC København ( Danemark)                |
| 13 | défenseur         | Tomas Antonelius     | 29  | 6    | FC København ( Danemark)                |
| 14 | défenseur         | Erik Edman           | 23  | 5    | SC Heerenveen ( Pays-Bas)               |
| 15 | défenseur         | Andreas Jakobsson    | 29  | 12   | Hansa Rostock ( Allemagne)              |
| 16 | défenseur         | Teddy Lucic          | 29  | 41   | AIK Solna ( Suède)                      |
| 17 | milieu de terrain | Magnus Svensson      | 33  | 24   | Brøndby IF ( Danemark)                  |
| 18 | milieu de terrain | Mattias Jonson       | 28  | 23   | Brøndby IF ( Danemark)                  |
| 19 | milieu de terrain | Pontus Farnerud      | 22  | 2    | AS Monaco ( France)                     |
| 20 | milieu de terrain | Daniel Andersson     | 24  | 38   | Venezia Calcio ( Italie)                |
| 21 | attaquant         | Zlatan Ibrahimović   | 20  | 9    | Ajax Amsterdam ( Pays-Bas)              |
| 22 | attaquant         | Andreas Andersson    | 28  | 32   | AIK Solna ( Suède)                      |
| 23 | gardien           | Andreas Isaksson     | 20  | 1    | Djurgårdens IF (football) ( Suède)      |

## Groupe G

### Croatie
| n° | Position          | Joueur            | Âge | Sél. | Club                                      |
| -- | ----------------- | ----------------- | --- | ---- | ----------------------------------------- |
| 1  | gardien           | Stipe Pletikosa   | 23  | 17   | Hajduk Split ( Croatie)                   |
| 2  | défenseur         | Anthony Šerić     | 23  | 8    | Hellas Vérone ( Italie)                   |
| 3  | défenseur         | Josip Šimunić     | 24  | 6    | Hertha Berlin ( Allemagne)                |
| 4  | milieu de terrain | Stjepan Tomas     | 26  | 17   | Vicenza Calcio ( Italie)                  |
| 5  | milieu de terrain | Milan Rapaić      | 28  | 23   | Fenerbahçe ( Turquie)                     |
| 6  | défenseur         | Boris Zivkovic    | 26  | 15   | Bayer Leverkusen ( Allemagne)             |
| 7  | milieu de terrain | Davor Vugrinec    | 27  | 21   | US Lecce ( Italie)                        |
| 8  | milieu de terrain | Robert Prosinečki | 33  | 48   | Portsmouth ( Angleterre)                  |
| 9  | attaquant         | Davor Šuker       | 34  | 68   | TSV Munich 1860 ( Allemagne)              |
| 10 | milieu de terrain | Niko Kovač        | 30  | 20   | Bayern Munich ( Allemagne)                |
| 11 | attaquant         | Alen Bokšić       | 32  | 36   | Middlesbrough Football Club ( Angleterre) |
| 12 | gardien           | Tomislav Butina   | 28  | 7    | Dinamo Zagreb ( Croatie)                  |
| 13 | milieu de terrain | Mario Stanić      | 30  | 43   | Chelsea Football Club ( Angleterre)       |
| 14 | milieu de terrain | Zvonimir Soldo    | 34  | 59   | VfB Stuttgart ( Allemagne)                |
| 15 | défenseur         | Daniel Šarić      | 23  | 25   | Panathinaikos ( Grèce)                    |
| 16 | milieu de terrain | Jurica Vranješ    | 28  | 7    | Bayer Leverkusen ( Allemagne)             |
| 17 | défenseur         | Robert Jarni      | 33  | 78   | Panathinaikos ( Grèce)                    |
| 18 | attaquant         | Ivica Olić        | 22  | 4    | NK Zagreb ( Croatie)                      |
| 19 | attaquant         | Goran Vlaović     | 30  | 50   | Panathinaikos ( Grèce)                    |
| 20 | défenseur         | Dario Šimić       | 26  | 48   | Inter Milan ( Italie)                     |
| 21 | défenseur         | Robert Kovač      | 28  | 19   | Bayern Munich ( Allemagne)                |
| 22 | attaquant         | Boško Balaban     | 23  | 13   | Aston Villa FC ( Angleterre)              |
| 23 | gardien           | Vladimir Vasilj   | 26  | 2    | NK Zagreb ( Croatie)                      |

### Équateur
| n° | Position          | Joueur              | Âge | Sél. | Club                                             |
| -- | ----------------- | ------------------- | --- | ---- | ------------------------------------------------ |
| 1  | gardien           | José Cevallos       | 31  | 62   | Barcelona SC ( Équateur)                         |
| 2  | défenseur         | Augusto Porozo      | 28  | 26   | Club Sport Emelec ( Équateur)                    |
| 3  | défenseur         | Iván Hurtado        | 27  | 90   | Barcelona SC ( Équateur)                         |
| 4  | défenseur         | Ulises de la Cruz   | 27  | 52   | Hibernian FC ( Écosse)                           |
| 5  | milieu de terrain | Alfonso Obregón     | 30  | 40   | Liga Deportiva Universitaria (Quito) ( Équateur) |
| 6  | défenseur         | Raúl Guerrón        | 25  | 23   | Deportivo Quito ( Équateur)                      |
| 7  | milieu de terrain | Nicolás Asencio     | 27  | 4    | Barcelona SC ( Équateur)                         |
| 8  | défenseur         | Luis Gómez          | 20  | 8    | Barcelona SC ( Équateur)                         |
| 9  | attaquant         | Iván Kaviedes       | 24  | 26   | Barcelona SC ( Équateur)                         |
| 10 | milieu de terrain | Alex Aguinaga       | 33  | 92   | Club Necaxa ( Mexique)                           |
| 11 | attaquant         | Agustín Delgado     | 27  | 46   | Southampton Football Club ( Angleterre)          |
| 12 | gardien           | Oswaldo Ibarra      | 32  | 21   | Club Deportivo El Nacional ( Équateur)           |
| 13 | attaquant         | Ángel Fernández     | 30  | 68   | Club Deportivo El Nacional ( Équateur)           |
| 14 | milieu de terrain | Juan Carlos Burbano | 33  | 18   | Club Deportivo El Nacional ( Équateur)           |
| 15 | défenseur         | Marlon Ayovi        | 30  | 26   | Deportivo Quito ( Équateur)                      |
| 16 | milieu de terrain | Kleber Chala        | 30  | 64   | Club Deportivo El Nacional ( Équateur)           |
| 17 | défenseur         | Giovanny Espinoza   | 25  | 19   | Sociedad Deportiva Aucas ( Équateur)             |
| 18 | milieu de terrain | Carlos Tenorio      | 23  | 9    | Deportivo Quito ( Équateur)                      |
| 19 | milieu de terrain | Édison Méndez       | 23  | 24   | Deportivo Quito ( Équateur)                      |
| 20 | milieu de terrain | Edwin Tenorio       | 25  | 33   | Barcelona SC ( Équateur)                         |
| 21 | milieu de terrain | Wellington Sánchez  | 27  | 35   | Club Sport Emelec ( Équateur)                    |
| 22 | gardien           | Daniel Viteri       | 21  | 0    | Club Sport Emelec ( Équateur)                    |
| 23 | défenseur         | Walter Ayovi        | 22  | 2    | Club Sport Emelec ( Équateur)                    |

### Italie
| n° | Position          | Joueur               | Âge | Sél. | Club                               |
| -- | ----------------- | -------------------- | --- | ---- | ---------------------------------- |
| 1  | gardien           | Gianluigi Buffon     | 24  | 26   | Juventus Football Club ( Italie)   |
| 2  | défenseur         | Christian Panucci    | 29  | 24   | AS Roma ( Italie)                  |
| 3  | défenseur         | Paolo Maldini        | 34  | 122  | AC Milan ( Italie)                 |
| 4  | milieu de terrain | Francesco Coco       | 25  | 13   | FC Barcelone (football) ( Espagne) |
| 5  | défenseur         | Fabio Cannavaro      | 28  | 58   | Parme Football Club ( Italie)      |
| 6  | milieu de terrain | Cristiano Zanetti    | 25  | 4    | Inter Milan ( Italie)              |
| 7  | attaquant         | Alessandro Del Piero | 27  | 49   | Juventus Football Club ( Italie)   |
| 8  | milieu de terrain | Gennaro Gattuso      | 24  | 13   | AC Milan ( Italie)                 |
| 9  | attaquant         | Filippo Inzaghi      | 28  | 38   | AC Milan ( Italie)                 |
| 10 | attaquant         | Francesco Totti      | 24  | 29   | AS Roma ( Italie)                  |
| 11 | milieu de terrain | Cristiano Doni       | 29  | 3    | Atalanta Bergame ( Italie)         |
| 12 | gardien           | Christian Abbiati    | 24  | 0    | AC Milan ( Italie)                 |
| 13 | défenseur         | Alessandro Nesta     | 26  | 43   | SS Lazio ( Italie)                 |
| 14 | milieu de terrain | Luigi Di Biagio      | 32  | 28   | Inter Milan ( Italie)              |
| 15 | défenseur         | Mark Iuliano         | 28  | 16   | Juventus Football Club ( Italie)   |
| 16 | milieu de terrain | Angelo Di Livio      | 35  | 38   | ACF Fiorentina ( Italie)           |
| 17 | milieu de terrain | Damiano Tommasi      | 28  | 14   | AS Roma ( Italie)                  |
| 18 | attaquant         | Marco Delvecchio     | 29  | 16   | AS Roma ( Italie)                  |
| 19 | défenseur         | Gianluca Zambrotta   | 25  | 23   | Juventus Football Club ( Italie)   |
| 20 | attaquant         | Vincenzo Montella    | 28  | 14   | AS Roma ( Italie)                  |
| 21 | attaquant         | Christian Vieri      | 28  | 24   | Inter Milan ( Italie)              |
| 22 | gardien           | Francesco Toldo      | 30  | 22   | Inter Milan ( Italie)              |
| 23 | défenseur         | Marco Materazzi      | 28  | 7    | Inter Milan ( Italie)              |

### Mexique
| n° | Position          | Joueur              | Âge | Sél. | Club                             |
| -- | ----------------- | ------------------- | --- | ---- | -------------------------------- |
| 1  | gardien           | Óscar Pérez         | 29  | 37   | CD Cruz Azul ( Mexique)          |
| 2  | défenseur         | Gabriel de Anda     | 31  | 15   | Pachuca ( Mexique)               |
| 3  | milieu de terrain | Rafael Garcia       | 27  | 21   | Toluca ( Mexique)                |
| 4  | milieu de terrain | Rafael Márquez      | 23  | 36   | AS Monaco ( France)              |
| 5  | défenseur         | Manuel Vidrio       | 29  | 27   | Pachuca ( Mexique)               |
| 6  | milieu de terrain | Gerardo Torrado     | 23  | 28   | FC Séville ( Espagne)            |
| 7  | milieu de terrain | Ramón Morales       | 26  | 17   | Chivas de Guadalajara ( Mexique) |
| 8  | milieu de terrain | Alberto García Aspe | 35  | 108  | Puebla ( Mexique)                |
| 9  | attaquant         | Jared Borgetti      | 28  | 29   | Santos Laguna ( Mexique)         |
| 10 | attaquant         | Cuauhtémoc Blanco   | 29  | 75   | Real Valladolid ( Espagne)       |
| 11 | milieu de terrain | Braulio Luna        | 27  | 15   | Club Necaxa ( Mexique)           |
| 12 | gardien           | Oswaldo Sánchez     | 28  | 22   | Chivas de Guadalajara ( Mexique) |
| 13 | milieu de terrain | Sigifredo Mercado   | 33  | 18   | CF Atlas ( Mexique)              |
| 14 | milieu de terrain | Germán Villa        | 29  | 46   | Club América ( Mexique)          |
| 15 | attaquant         | Luis Hernández      | 33  | 85   | Club América ( Mexique)          |
| 16 | défenseur         | Salvador Carmona    | 26  | 56   | Toluca ( Mexique)                |
| 17 | attaquant         | Francisco Palencia  | 29  | 67   | Espanyol Barcelone ( Espagne)    |
| 18 | milieu de terrain | Johan Rodríguez     | 26  | 14   | Santos Laguna ( Mexique)         |
| 19 | milieu de terrain | Gabriel Caballero   | 31  | 5    | Pachuca ( Mexique)               |
| 20 | défenseur         | Melvin Brown        | 23  | 8    | CD Cruz Azul ( Mexique)          |
| 21 | attaquant         | Jesús Arellano      | 29  | 49   | Monterrey ( Mexique)             |
| 22 | défenseur         | Alberto Rodríguez   | 28  | 13   | Pachuca ( Mexique)               |
| 23 | gardien           | Jorge Campos        | 35  | 123  | Pumas UNAM ( Mexique)            |

## Groupe H

### Belgique
| n° | Position          | Joueur                 | Âge | Sél. | Club                                 |
| -- | ----------------- | ---------------------- | --- | ---- | ------------------------------------ |
| 1  | gardien           | Geert De Vlieger       | 30  | 25   | Willem II Tilburg ( Pays-Bas)        |
| 2  | défenseur         | Éric Deflandre         | 28  | 41   | Olympique lyonnais ( France)         |
| 3  | défenseur         | Glen De Boeck          | 30  | 33   | RSC Anderlecht ( Belgique)           |
| 4  | défenseur         | Eric Van Meir          | 34  | 32   | Standard Liège ( Belgique)           |
| 5  | défenseur         | Nico Van Kerckhoven    | 31  | 40   | Schalke 04 ( Allemagne)              |
| 6  | milieu de terrain | Timmy Simons           | 25  | 12   | FC Bruges ( Belgique)                |
| 7  | attaquant         | Marc Wilmots           | 33  | 66   | Schalke 04 ( Allemagne)              |
| 8  | milieu de terrain | Bart Goor              | 29  | 38   | Hertha Berlin ( Allemagne)           |
| 9  | attaquant         | Wesley Sonck           | 23  | 12   | Racing Genk ( Belgique)              |
| 10 | milieu de terrain | Johan Walem            | 30  | 33   | Standard Liège ( Belgique)           |
| 11 | milieu de terrain | Gert Verheyen          | 29  | 46   | FC Bruges ( Belgique)                |
| 12 | défenseur         | Peter Van der Heyden   | 25  | 4    | FC Bruges ( Belgique)                |
| 13 | gardien           | Franky Vandendriessche | 31  | 0    | Royal Excelsior Mouscron ( Belgique) |
| 14 | milieu de terrain | Sven Vermant           | 29  | 12   | Schalke 04 ( Allemagne)              |
| 15 | défenseur         | Jacky Peeters          | 33  | 13   | KAA La Gantoise ( Belgique)          |
| 16 | défenseur         | Daniel Van Buyten      | 24  | 7    | Olympique de Marseille ( France)     |
| 17 | milieu de terrain | Gaëtan Englebert       | 26  | 4    | FC Bruges ( Belgique)                |
| 18 | milieu de terrain | Yves Vanderhaeghe      | 32  | 30   | RSC Anderlecht ( Belgique)           |
| 19 | milieu de terrain | Bernd Thijs            | 24  | 2    | Racing Genk ( Belgique)              |
| 20 | attaquant         | Branko Strupar         | 32  | 14   | Derby County ( Angleterre)           |
| 21 | milieu de terrain | Danny Boffin           | 36  | 52   | Saint-Trond VV ( Belgique)           |
| 22 | attaquant         | Mbo Mpenza             | 25  | 26   | Mouscron ( Belgique)                 |
| 23 | gardien           | Frédéric Herpoel       | 27  | 7    | KAA La Gantoise ( Belgique)          |

### Japon
| n° | Position          | Joueur                | Âge | Sél. | Club                                |
| -- | ----------------- | --------------------- | --- | ---- | ----------------------------------- |
| 1  | gardien           | Yoshikatsu Kawaguchi  | 26  | 43   | Portsmouth ( Angleterre)            |
| 2  | défenseur         | Yutaka Akita          | 31  | 38   | Kashima Antlers ( Japon)            |
| 3  | défenseur         | Naoki Matsuda         | 23  | 24   | Yokohama F. Marinos ( Japon)        |
| 4  | défenseur         | Ryuzo Morioka         | 26  | 32   | Shimizu S-Pulse ( Japon)            |
| 5  | milieu de terrain | Junichi Inamoto       | 22  | 22   | Arsenal Football Club ( Angleterre) |
| 6  | défenseur         | Toshihiro Hattori     | 28  | 35   | Júbilo Iwata ( Japon)               |
| 7  | milieu de terrain | Hidetoshi Nakata      | 25  | 39   | Parme Football Club ( Italie)       |
| 8  | milieu de terrain | Hiroaki Morishima     | 30  | 57   | Cerezo Osaka ( Japon)               |
| 9  | attaquant         | Akinori Nishizawa     | 25  | 24   | Cerezo Osaka ( Japon)               |
| 10 | attaquant         | Masashi Nakayama      | 34  | 47   | Júbilo Iwata ( Japon)               |
| 11 | attaquant         | Takayuki Suzuki       | 25  | 10   | Kashima Antlers ( Japon)            |
| 12 | gardien           | Seigo Narazaki        | 26  | 15   | Nagoya Grampus Eight ( Japon)       |
| 13 | attaquant         | Atsushi Yanagisawa    | 25  | 22   | Kashima Antlers ( Japon)            |
| 14 | milieu de terrain | Alessandro dos Santos | 24  | 0    | Shimizu S-Pulse ( Japon)            |
| 15 | milieu de terrain | Takashi Fukunishi     | 25  | 5    | Júbilo Iwata ( Japon)               |
| 16 | défenseur         | Koji Nakata           | 22  | 20   | Kashima Antlers ( Japon)            |
| 17 | défenseur         | Tsuneyasu Miyamoto    | 25  | 5    | Gamba Osaka ( Japon)                |
| 18 | milieu de terrain | Shinji Ono            | 22  | 21   | Feyenoord ( Pays-Bas)               |
| 19 | milieu de terrain | Mitsuo Ogasawara      | 23  | 0    | Kashima Antlers ( Japon)            |
| 20 | milieu de terrain | Tomokazu Myojin       | 24  | 16   | Kashiwa Reysol ( Japon)             |
| 21 | milieu de terrain | Kazuyuki Toda         | 24  | 10   | Shimizu S-Pulse ( Japon)            |
| 22 | milieu de terrain | Daisuke Ichikawa      | 22  | 1    | Shimizu S-Pulse ( Japon)            |
| 23 | gardien           | Hitoshi Sogahata      | 22  | 1    | Kashima Antlers ( Japon)            |

### Russie
| n° | Position          | Joueur                | Âge | Sél. | Club                               |
| -- | ----------------- | --------------------- | --- | ---- | ---------------------------------- |
| 1  | gardien           | Ruslan Nigmatullin    | 27  | 20   | Hellas Vérone ( Italie)            |
| 2  | défenseur         | Youri Kovtun          | 32  | 44   | FK Spartak Moscou ( Russie)        |
| 3  | défenseur         | Youri Nikiforov       | 31  | 56   | PSV Eindhoven ( Pays-Bas)          |
| 4  | milieu de terrain | Alexei Smertin        | 27  | 26   | Girondins de Bordeaux ( France)    |
| 5  | défenseur         | Andreï Solomatine     | 26  | 5    | FK CSKA Moscou ( Russie)           |
| 6  | milieu de terrain | Igor Semshov          | 24  | 2    | Torpedo Moscou ( Russie)           |
| 7  | défenseur         | Viktor Onopko         | 32  | 97   | Real Oviedo ( Espagne)             |
| 8  | milieu de terrain | Valeri Karpine        | 33  | 69   | Celta Vigo ( Espagne)              |
| 9  | milieu de terrain | Egor Titov            | 26  | 33   | FK Spartak Moscou ( Russie)        |
| 10 | milieu de terrain | Alexander Mostovoi    | 33  | 59   | Celta Vigo ( Espagne)              |
| 11 | attaquant         | Vladimir Beschastnykh | 28  | 64   | FK Spartak Moscou ( Russie)        |
| 12 | gardien           | Stanislav Cherchesov  | 38  | 49   | FC Tirol Innsbruck ( Autriche)     |
| 13 | défenseur         | Viatcheslav Daïev     | 29  | 7    | FK CSKA Moscou ( Russie)           |
| 14 | défenseur         | Igor Tchougaïnov      | 32  | 30   | FK Oural Iekaterinbourg ( Russie)  |
| 15 | milieu de terrain | Dmitri Alenichev      | 29  | 43   | FC Porto ( Portugal)               |
| 16 | attaquant         | Alexander Kerzhakov   | 19  | 3    | Zénith Saint-Pétersbourg ( Russie) |
| 17 | milieu de terrain | Sergueï Semak         | 26  | 30   | FK CSKA Moscou ( Russie)           |
| 18 | défenseur         | Dmitri Sennikov       | 26  | 4    | MFK Lokomotiv ( Russie)            |
| 19 | attaquant         | Ruslan Pimenov        | 20  | 1    | MFK Lokomotiv ( Russie)            |
| 20 | milieu de terrain | Marat Izmailov        | 19  | 8    | MFK Lokomotiv ( Russie)            |
| 21 | milieu de terrain | Dmitri Khokhlov       | 26  | 38   | Real Sociedad ( Espagne)           |
| 22 | attaquant         | Dmitri Sychev         | 18  | 3    | FK Spartak Moscou ( Russie)        |
| 23 | gardien           | Aleksandr Filimonov   | 28  | 16   | FK Oural Iekaterinbourg ( Russie)  |

### Tunisie
| n° | Position          | Joueur          | Âge | Sél. | Club                                           |
| -- | ----------------- | --------------- | --- | ---- | ---------------------------------------------- |
| 1  | gardien           | Ali Boumnijel   | 36  | 14   | Sporting Club de Bastia ( France)              |
| 2  | défenseur         | Khaled Badra    | 29  | 72   | Espérance sportive de Tunis ( Tunisie)         |
| 3  | milieu de terrain | Zoubaier Baya   | 31  | 77   | Beşiktaş ( Turquie)                            |
| 4  | défenseur         | Mohamed Mkacher | 27  | 15   | Étoile sportive du Sahel (football) ( Tunisie) |
| 5  | attaquant         | Ziad Jaziri     | 23  | 26   | Étoile sportive du Sahel (football) ( Tunisie) |
| 6  | défenseur         | Hatem Trabelsi  | 25  | 27   | Ajax Amsterdam ( Pays-Bas)                     |
| 7  | milieu de terrain | Imed Mhadhbi    | 26  | 30   | Genoa ( Italie)                                |
| 8  | milieu de terrain | Hassen Gabsi    | 28  | 48   | Genoa ( Italie)                                |
| 9  | attaquant         | Riadh Jelassi   | 30  | 20   | Club africain (football) ( Tunisie)            |
| 10 | milieu de terrain | Kaies Ghodhbane | 26  | 62   | Étoile sportive du Sahel (football) ( Tunisie) |
| 11 | attaquant         | Adel Sellimi    | 29  | 64   | SC Fribourg ( Allemagne)                       |
| 12 | défenseur         | Raouf Bouzaiene | 31  | 39   | Genoa ( Italie)                                |
| 13 | milieu de terrain | Riadh Bouazizi  | 29  | 47   | Bursaspor K ( Turquie)                         |
| 14 | défenseur         | Hamdi Marzouki  | 25  | 7    | Club africain (football) ( Tunisie)            |
| 15 | défenseur         | Radhi Jaïdi     | 26  | 40   | Espérance sportive de Tunis ( Tunisie)         |
| 16 | gardien           | Hassen Bejaoui  | 26  | 2    | Club athlétique bizertin ( Tunisie)            |
| 17 | défenseur         | Tarek Thabet    | 30  | 70   | Espérance sportive de Tunis ( Tunisie)         |
| 18 | milieu de terrain | Selim Benachour | 20  | 3    | Football Club de Martigues ( France)           |
| 19 | défenseur         | Amir Mkadmi     | 22  | 9    | Étoile sportive du Sahel (football) ( Tunisie) |
| 20 | attaquant         | Ali Zitouni     | 21  | 23   | Espérance sportive de Tunis ( Tunisie)         |
| 21 | milieu de terrain | Mourad Melki    | 27  | 11   | Espérance sportive de Tunis ( Tunisie)         |
| 22 | gardien           | Ahmed Jawachi   | 26  | 0    | Union sportive monastirienne ( Tunisie)        |
| 23 | défenseur         | José Clayton    | 28  | 12   | Espérance sportive de Tunis ( Tunisie)         |